# Станковатое
Станкова́тое (укр. Станкувате) — село в Ольшанской поселковой общине Голованевского района Кировоградской области Украины.
До 2020 года входило в Ольшанский район
Население по переписи 2001 года составляло 474 человека. Почтовый индекс — 26608. Телефонный код — 5250. Код КОАТУУ — 3524383501.

## Известные люди
- В селе родился кадровый военный, начальник Форосской погранзаставы, герой ВОВ Александр Степанович Терлецкий — комиссар Балаклавского партизанского отряда
- Величко Степан Петрович — доктор педагогических наук, профессор.
- Кердиваренко Александр Федорович — заслуженный журналист Украины, прозаик, поэт, публицист.